# Odo, zapadnofranački kralj
Odo (Eudes; 860. – 1. siječnja 898.) bio je zapadnofranački kralj 887. – 898. godine.
Odo, grof Pariza, odabran je za kralja Francuske poslije abdikacije Karla III. Debelog 887. godine. Razlog za odabir bila je inspirativna borba protiv Vikinga koja je postala formalni razlog za krunidbu tijekom veljače 888. godine. Bez obzira na određene vojne uspjehe protiv Vikinga Odov položaj nije bio siguran zbog toga što nije pripadao vladajućoj dinastiji Karolinga. Kako je vrijeme protjecalo sin Luja II. je postao punoljetan i Oda se počelo smatrati uzurpatorom. U želji za jačanjem svog položaja prihvatio je vrhovnu vlast svetog rimskog cara Arnulfa Karantanskog, ali je na kraju car izabrao pružiti vojnu pomoć svom rođaku, budućem Karlu III. Jednostavnom.
U trogodišnjem građanskom ratu Odo je bio poražen i uskoro preminuo na Novu godinu 898.

## Obitelj
Odo je bio sin grofa od Anjoua (i Adelajde od Toursa?).
Njegova vladavina upitnog legitimiteta će dobiti potvrdu nekoliko desetljeća kasnije kada njegov brat Robert I. postaje proglašen za kralja Francuske.
Odova je supruga bila Teodrada (Théodérade).